# Facino Cane
Bonifacio Cane sau Facino Cane (n. 1360, Casale Monferrato – d. 16 mai 1412, Pavia) a fost un condotier italian, conte de Biandrate și signor în Abbiategrasso , Alessandria, Borgo San Martino, Cantù, Cassano d'Adda, Castano Primo, Castiglione Olona, Como, Galliate, Gavi, Mortara, Novara, Pavia, Piacenza, Romanengo, Seveso, Valenza, Valsassina, Varese, Vercelli și Vigevano.

## Biografie
Facino Cane, fiul lui Emanuele Cane, notar și podestat în Rosignano în 1352, a fost ultimul descendent al ramurilor mai puțin bogate ale familiei omonime ceea ce probabil a determinat caracterul său dur și ambițios. Unchiul său, Franceschino, care avea seriose studii de drept civil, a fost unul dintre cei mai apropiați colaboratori ai margrafului Ioan al II-lea de Montferrato, remarcându-se în bătălia de la Gamenario. Totuși, la mijlocul anilor 1450 Franceschino a intrat în slujba familiei Visconti (care îl angajase anterior și pe unchiul acestuia, Enrichetto) pentru a lupta împotriva margrafului Ioan al II-lea de Montferrato și a fost numit podestat în Valtellina. Trădarea lui Franceschino a fost aspru pedepsită de Ioan al II-lea: atunci când Franceschino s-a întors în Casale, a fost condamnat la moarte, iar rudele sale au fost expulzate din Marca de Montferrat. Ulterior trei membri ai familiei Cane, Enrichetto, Giovanni și Ruggero Cane, și-au oferit serviciile familiei Visconti slujind în calitate de comandanți ai cavaleriei, în timp ce tatăl lui Facino, Emanuele, a fost numit vicar în Gavardo în 1364 și în 1372 s-a aflat, împreună cu tânărul Facino, la Cherasco, unde a colaborat cu fratele său, Enrichetto, pe care Galeazzo al II-lea Visconti îl desemnase podestat. Facino s-a familiarizat cu arta armelor de la o vârstă fragedă, luptând în jurul anului 1382 pentru Otto al IV-lea de Brunswick-Grubenhagen (pe atunci guvernator al Mărcii de Montferrat) împotriva lui Carol al III-lea de Neapole.
Ulterior, la numai 26 de ani, Facino a devenit condotier în serviciul familiei Della Scala din Verona, participând la Bătălia de la Castagnaro împotriva orașului Padova. Fiind luat prizonier, a trecut apoi în slujba învingătorilor (familia Carrara din Padova), luptând pentru aceștia în războiul din Friuli.
În 1387 Facino a devenit mercenar pentru margraful Teodor al II-lea de Monferrato, care i-a încredințat 400 de cavaleri. Între 1391 și 1397 a invadat și jefuit unele teritorii piemonteze, iar margraful Teodor al II-lea l-a răsplătit prin înfeudarea cu orașul Borgo San Martino în care se născuse tatăl său.
Ceea ce îl determina pe Facino să lupte erau, mai presus de toate, recompensele primite acestea fiind și motivul pentru care isprăvile sale au devenit deosebit de sângeroase. După ce a părăsit Piemontul s-a îndreptat spre zona Lombardiei, dând sprijin ghibelinilor cărora le-a fost întotdeauna credincios. 
Devenit conducător militar complet, a revenit apoi în slujba familiei Carrara și ulterior, în slujba familiei Visconti.
În 1402, după moartea ducelui Gian Galeazzo Visconti, el a obținut primele rezultate politice în controlul Ducatului de Milano, iar în 1403 a adus Bologna sub stăpânirea familiei Visconti și a obținut guvernarea ei ceea ce a însemnat atestarea valorii sale nu numai ca lider, ci și ca om politic. Stăpânirile sale teritoriale între 1404 și 1411 au inclus, pe lângă unele foste teritorii ale conților de Savoia, și alte orașe printre care Alessandria, Novara, Varese, Tortona, Biandrate, o parte din Brianza, Piacenza, Cantù, Melegnano și, în sfârșit, Pavia.
Aflat la apogeul vieții politice în Lombardia, Facino s-a căsătorit cu Beatrice Lascaris de Tenda (indicată de istorici probabil eronat cu acest nume) fiica vărului său, condotierului Ruggero Cane, o femeie la fel de tenace ca el, dar care nu i-a dăruit copii. 
În mai 1412, la vârsta de cincizeci și doi de ani, în timpul tentativei de cucerire a orașului Bergamo, a fost lovit de un atac violent de gută și a trebuit să se retragă la Castelul Visconti din Pavia. Conștient de moartea sa iminentă, el i-a recomandat arhiepiscopului Bartolomeo Capra să aibă grijă de aplicarea testamentului său care prevedea ca averea sa, proprietățile imobiliare, banii și trupele, să fie moștenite de soția sa dacă aceasta se recăsătorea cu Filippo Maria Visconti, ducele de Milano, pentru a continua politica signoriei.
Trupul condotierului a rămas neîngropat timp de trei zile, după care a fost înmormântat la Pavia în Bazilica San Pietro in Ciel d'Oro, fără ceremonie și fără piatră funerară. Istoricii exclud ipoteza că văduva Beatrice a ridicat câteva luni mai târziu un monument în cinstea lui care ar fi fost apoi distrus la începutul secolului al XX-lea.
După moartea lui Facino, văduva sa, respectând o clauză testamentară, s-a recăsătorit cu ducele Filippo Maria Visconti, care era cu aproximativ douăzeci de ani mai tânăr decât ea. Relația dintre cei doi a fost una turbulentă, atât datorită diferenței de vârstă și a lipsei moștenitorilor, cât și a încercărilor Beatricei de a se amesteca în chestiuni politice. Beatrice a fost arestată de soțul ei la Milano pe 23 august 1418, sub acuzația de adulter, dusă la Castelul Binasco unde, în urma unei sentințe pronunțate de judecătorul Gasparino de' Grassi, după ce fusese torturată pentru a mărturisi păcatul, a fost decapitată împreună cu presupusul iubit, Michele Orombello, și două slujnice care depuseseră mărturie despre vinovăția ei.
Facino a reușit să cucerească o putere politică la care nici un condotier nu ajunsese vreodată înaintea lui. Criza Ducatului de Milano la moartea lui Gian Galeazzo Visconti a oferit mediul necesar pentru ascensiunea sa în ciuda faptului că îi lipsea, spre deosebire de mulți dintre adversarii săi, o tradiție familială a resurselor feudale. Pe de altă parte, însă, războaiele pe care le-a purtat aproape continuu timp de cincisprezece ani în Piemont, deși au dovedit doar ambiții teritoriale modeste, i-au adus o experiență bogată a tehnicilor dure pe care le-a aplicat apoi pentru prelurea puterii câștigând și o reputație deosebită în acest sens. Este dificil să-i fie evaluate abilitățile de comandant, deoarece contemporanii săi nu au lăsat multe comentarii pe această temă. Facino a dus puține bătălii deschise și doar una, înfrângerea sa de la Binasco, a avut un rezultat militar decisiv. Succesul său a depins în mare măsură de priceperea cu care a reușit să-și mențină și să-și mărească armata conducând-o în acțiuni care erau pe placul soldaților săi. Calculele cronicarilor diferă, dar se poate aprecia că începând din 1405, fiind adesea angajat pe două fronturi de luptă, Facino Cane a reușit să aibă o oaste de 5 - 6 mii de oameni. El s-a îmbogățit mai ales din jafurile, adesea foarte brutale, comise de soldații săi și de aceea contemporanii săi l-au condamnat.
De asemenea, este de amintit, ca merit deosebit, episodul de pietate în care Facino a readus la Casale moaștele sfântului Evasio după cucerirea Alessandriei. Trebuie avut în vedere faptul că brutalitatea acțiunilor sale i-au adus succesul într-un mediu politic în care conducători mai rafinați și mai puțin nemiloși decât el au preferat să cedeze. În astfel de circumstanțe, supraviețuirea depindea de puterea politică, iar Facino a înțeles bine acest lucru. După ce a câștigat această putere, nu s-a arătat complet lipsit de talent politic. În esență, el a rămas până la final un om al armelor, interesat mai ales de problemele pe care doar războiul le putea rezolva.
Sursele istorice nu oferă suficiente informații cu privire la modul în care și-a exercitat puterea în teritoriile aflate sub aspectul guvernării și nu ne permit să înțelegem dacă guvernarea a funcționat prin aplicarea puterii sale militare sau dacă a adoptat, în esență, modelul guvernării Visconti.
Prin cuceririle sale Facino a intrat, de asemenea, în posesia unor armate și a unor lideri curajoși. Acestea au fost mijloacele prin care Filippo Maria, cel care a preluat moștenirea lui Facino, a reușit să restaureze fosta stăpânire a familiei Visconti. Mai mult decât atât, din acest punct de vedere, cariera lui Facino constituie o legătură esențială între opera lui Gian Galeazzo și cea a lui Filippo Maria: o moștenire politică pe care în ultima parte a vieții sale acesta a părut să o accepte în mod conștient. Însă contemporanii săi l-au văzut pe Facino întocmai precum cancelarul genovez Giorgio Stella în epitaful său obiectiv: „quem valde Lombardi timebant” (în traducere: „de care lombarzii se temeau foarte mult”). 
- Roberto Maestri, Pierluigi Piano: Facino Cane. Sagacia e astuzia nei travagli d'Italia tra fine Trecento e inizio Quattrocento, publicat de Cercul Cultural „I Marchesi del Monferrato”, 2014, ISBN: 978-88-97103-07-3.